# Sinfonía n.º 3 (Rajmáninov)

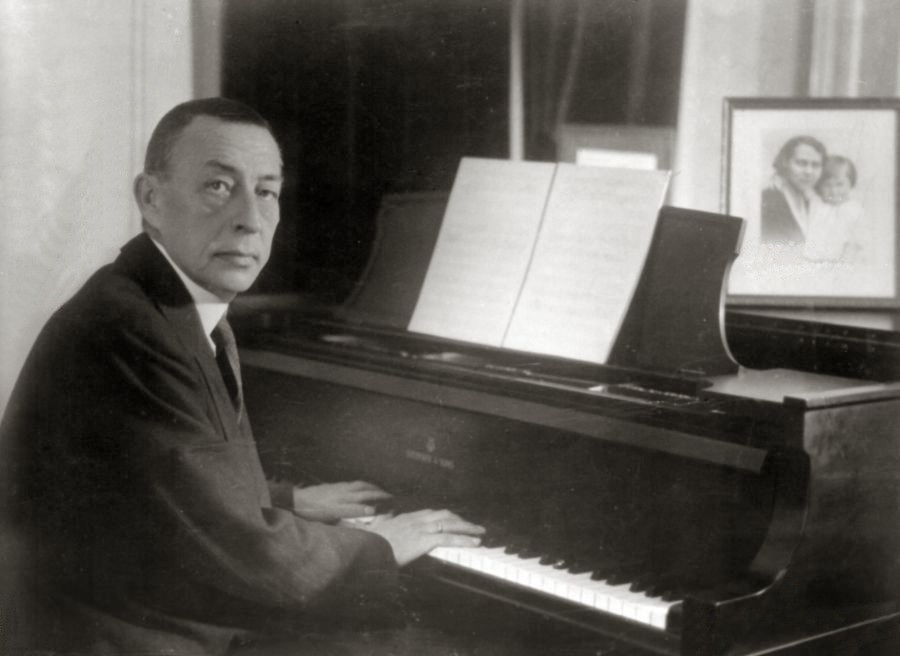
Rajmáninov al piano, circa 1936

La Sinfonía n.º 3 en la menor, Op. 44 fue compuesta entre 1935 y 1936 por Serguéi Rajmáninov. Fue estrenada el 6 de noviembre de 1936, por la Orquesta de Filadelfia bajo la batuta de Leopold Stokowski.

## Historia

### Composición

Villa Senar con parque y cobertizo para botes en una fotografía aérea de Werner Friedli, 1948.

Una vez terminada la Sinfonía n.º 2 en 1907, Rajmáninov se dedicó durante largo tiempo a otros tipos de composición. Entre tanto su existencia cambió por completo, ya que en 1917 abandonó su amada Rusia tras la Revolución de Octubre. Se trasladó primero a Escandinavia y más tarde a los Estados Unidos, donde siguió una carrera como virtuoso itinerante, aunque él se consideraba principalmente un compositor de música sinfónica.
La composición de la Sinfonía n.º 3 se inició después de finalizar la Rapsodia sobre un tema de Paganini y las Variaciones sobre un tema de Corelli. A finales de abril de 1935 llegó a su recién construida Villa Senar en el Lago Lucerna en Suiza con la idea de escribir una sinfonía. Satisfecho con su nueva casa y con el espíritu renovado, se puso manos a la obra. El 15 de mayo le informó a Sofiya Satin que había hecho «algo de trabajo» y durante las siguientes semanas trabajó seriamente componiendo su nueva obra. El trabajo se vio ralentizado por una cura de tres semanas en Baden-Baden en julio, así como un paréntesis en agosto. Cinco días antes de abandonar Senar al acabar las vacaciones de verano, Rajmáninov, algo insatisfecho consigo mismo, le escribió a Satin:

«He acabado dos tercios de la obra en limpio pero el último tercio en sucio. Si tienes en cuenta que tardé setenta días de intenso trabajo para realizar los primeros dos tercios, para el último tercio - treinta y cinco días - no es tiempo suficiente. Empiezan los viajes y además debo seguir tocando el piano. Creo que estará acabada para el año que viene.»

A finales de la temporada de conciertos de 1935-36, los recitales en Suiza permitieron a Rajmáninov quedarse unos días en Senar. Evidentemente cogió la partitura de la sinfonía, dado que la tenía en París en febrero de 1936 al marcar junto con Julius Conus los arcos de las cuerdas. El trabajo en el último movimiento tuvo que esperar hasta que el compositor llegó a Senar el 16 de abril para sus vacaciones de verano. El 30 de junio el compositor le comunicó a Satin:

«Ayer por la mañana acabé mi obra, de lo que eres la primera en saberlo. Es una sinfonía. El estreno se lo tengo prometido a Stokowski, probablemente en noviembre. ¡Gracias a Dios que fui capaz de completarla!»

Rajmáninov llegó a los Estados Unidos justo a tiempo para los últimos preparativos del estreno de la obra.

### Estreno y publicación
El estreno se celebró en Filadelfia el 6 de noviembre de 1936 con la interpretación de la Orquesta de Filadelfia bajo la dirección de Leopold Stokowski.
La primera publicación tuvo lugar en Nueva York en 1937 a cargo del editor Charles Foley. A pesar de las reticencias tanto de la crítica como del público, el compositor seguía convencido del valor de la obra y él mismo dirigió a la Orquesta de Filadelfia en la primera grabación de la obra en 1939.

## Instrumentación
La partitura está escrita para una orquesta formada por:
- Viento madera: 3 flautas (la tercera doblando al flautín), 3 oboes (el tercero doblando al corno inglés), 2 clarinetes en la y si bemol, clarinete bajo en la y si bemol, 2 fagotes, contrafagot.
- Viento metal: 4 trompas, 2 trompetas en la y si bemol, trompeta contralto en fa, 3 trombones, tuba.
- Percusión: timbales, bombo, caja, platillos, triángulo, pandereta, tam-tam, xilófono, celesta.
- Cuerda: 2 arpas (o bien arpa y piano vertical pequeño) y una sección de cuerdas con violines I y II, violas, violonchelos y contrabajos.

## Estructura y análisis
La sinfonía consta de tres movimientos:
- I. Lento – Allegro moderato – Allegro, en la menor 4
4
- II. Adagio ma non troppo – Allegro vivace, en do sostenido menor 3
4
- III. Allegro – Allegro vivace – Allegro (Tempo primo) – Allegretto – Allegro vivace, en la mayor 4
4

La interpretación de esta obra dura aproximadamente 40 minutos. Contiene solo tres movimientos pero el central asume el papel dual de movimiento lento y scherzo, lo que supone una innovación sinfónica para Rajmáninov. La obra emplea la forma cíclica, con un sutil uso de los temas motívicos combinados, como viene siendo usual en las obras del maestro ruso, con referencias al canto llano Dies irae. Al igual que los temas motívicos, y aunque difiere de Chaikovsky en ese aspecto, es breve y, como tiende a adoptar distintas formas, es fácilmente maleable para el posterior desarrollo sinfónico.
Se trata de una obra de transición. Respecto al contorno melódico y el ritmo es su sinfonía más expresiva, particularmente en los ritmos de la última danza. El estilo ruso, evidente desde el comienzo con el canto de estilo ortodoxo, es un recordatorio de las raíces del compositor como un hombre que había sido desprovisto de ellas. La música está llena de tristeza y angustia. Cuando la música estalla, la melodía y armonía casi siempre se vuelven hacia sí mismas en vez de hacía afuera sin ningún sentimiento de alegría. Si hubiera una sola obra que expresara el dolor que Rajmáninov sentía al estar en el exilio, es ésta.
Esta sinfonía sentó precedente por su gran economía de sonido en comparación con sus predecesoras. Su estilo más libre, que puede recordar en un principio a la Rapsodia sobre un tema de Paganini, mejora la capacidad emocional de la obra. El profundamente trágico primer movimiento, sin llegar a ser mórbido, representa un derrumbe con reminiscencias a Mahler en su gran impresión e inexorabilidad. A diferencia de Mahler, Rajmáninov mantiene una objetividad no como sucede en una tragedia griega, sino con la oscuridad que finalmente se transforma en un poderoso finale.

### I.Lento – Allegro moderato – Allegro
El primer movimiento, Lento, está escrito en la tonalidad de la menor y en compás de 4/4. Empieza presentando un motivo que tomará nuevas formas a lo largo de la obra. Después las cuerdas se elevan para dar paso al Allegro moderato que responde a la forma sonata. Un tema sollozante de estilo folclórico ruso, presentado por oboes y fagotes, se yuxtapone a una melodía de gran fluidez en las cuerdas. El desarrollo es tan agitado que esta melodía parece aún más dulcemente nostálgica a su regreso en la recapitulación. El movimiento termina con el motivo inicial resonando inquietantemente en las cuerdas graves.

### II.Adagio ma non troppo – Allegro vivace
El segundo movimiento, Adagio ma non troppo – Allegro vivace, está en do sostenido menor y en compás de 3/4. Combina el movimiento lento y el scherzo habituales. Un solo de trompa sobre el arpa expone el motivo en una nueva forma, que muta en un tema doliente y anhelante introducido por un solo de violín. Este tema del violín se desarrolla ampliamente, alternando cuerdas en legato y emotivos pasajes para los instrumentos solistas. La sección central, de carácter enérgico y hasta furioso, recuerda a Músorgski o incluso a Stravinski, tanto como a Chaikovski. El tema del Adagio, a su vuelta, alcanza un gran clímax antes de sumergirse en el reposo.

### III.Allegro – Allegro vivace – Allegro (Tempo primo) – Allegretto – Allegro vivace
El tercer y último movimiento, Allegro, está en la mayor y retoma el compás de 4/4. El Finale se abre con un tema seguro y enérgico. Este tema se alterna con episodios nostálgicos, fantásticos o absolutamente grotescos, con armonías cada vez más agresivas y mordaces, y por supuesto, aparece el tema del Dies irae. Pero al final, el tema principal emerge de forma triunfal y su ímpetu arrasa con todo.

## Recepción de la obra
La opinión de la crítica se encontraba dividida y la del público era negativa hacia la obra. Al día siguiente del estreno de la sinfonía, Edwin Schloss escribió para The Philadelphia Record que la obra le parecía «una decepción», con «ecos... de la espaciosidad lírica del estilo del compositor», pero en gran medida estéril.
Incluso Olin Downes, normalmente un defensor de las obras del compositor, no estaba tan seguro de esta pieza:

«Las características generales del estilo de Rajmáninov son evidentes en la obra escuchada en esta ocasión. No se puede decir, sin embargo, que en estas páginas el Sr. Rajmáninov diga cosas nuevas, aunque su lenguaje sea más suyo que nunca, y esté libre de la deuda que una vez tuvo con Chaikovski. En una primera audición de la obra, tampoco es fácil evitar la impresión de cierta dispersión. Hay una tendencia a la elaboración excesiva de los detalles y a las extensiones innecesarias, de modo que el último movimiento, en particular, parece demasiado largo. ¿Acaso unas tijeras no mejorarían las proporciones de esta obra?»

Samuel L. Laciar, que reseñó la obra para Public Ledger, hizo una valoración más positiva. Calificó la sinfonía de «obra excelentísima en concepción musical, composición y orquestación», y añadió que Rajmáninov «nos ha dado en esta obra otro ejemplo de que no es necesario escribir música disonante para conseguir la originalidad que es la mayor -y normalmente la única- exigencia de los ultramodernos».
W. J. Henderson, de The Sun, fue quizá el más acertado al resumir tanto la obra como la situación a la que se enfrentaban los críticos al evaluarla:

«Es la creación de una mente genial que trabaja en un campo bien conocido y amado por ella, pero que no aspira ahora a obtener el fruto de proporciones heroicas... El primer movimiento es ortodoxo en su declaración inicial de dos temas principales contrastantes. Se contraponen de la forma habitual, en temperamento y tonalidad. Pero la sección de desarrollo muestra sólo un educado respeto a la tradición. El desarrollo de los temas sigue inmediatamente a su exposición y éste es el método de Rajmáninov. El tema cantabile del primer movimiento es especialmente atractivo en su carácter lírico y lastimero y el tema principal tiene virilidad y posibilidades que no se descuidan más tarde. De hecho, sospechamos, después de esta primera audición insuficiente, que hay más unidad orgánica en esta sinfonía a través de la consanguinidad de temas de lo que es perceptible a primera vista.»

El público estaba tan desconcertado como los críticos. Los oyentes que habían disfrutado con los Conciertos n.º 2 y n.º 3, la Sinfonía n.º 2, La isla de los muertos y, en fecha más reciente, con la Rapsodia sobre un tema de Paganini, esperaban una pieza muy distinta de la que escucharon. En palabras de Barrie Martyn:

«El público se había dejado engañar sin duda por el romanticismo a la antigua usanza de la decimoctava variación de Paganini y se quedó perplejo al comprobar que, después de todo, Rajmáninov había avanzado más allá del 1900; los críticos, por su parte, le condenaron sólo porque consideraban que no lo había hecho.»

Rajmáninov sentía que la Tercera sinfonía era una de sus mejores obras y su tibia recepción le decepcionó y desconcertó. Resumió la situación en una carta dirigida a Vladimir Wilshaw en 1937:

«Se tocó en Nueva York, Filadelfia, Chicago, etc. Estuve presente en las dos primeras representaciones. Se interpretó maravillosamente. Su acogida por parte del público y de la crítica fue amarga. Una crítica se me quedó dolorosamente en la memoria: que ya no tenía una Tercera Sinfonía en mí. Personalmente, estoy firmemente convencido de que se trata de una buena obra. Pero a veces los compositores también se equivocan. Sea como fuere, me mantengo en mi opinión de momento.»

La producción musical de este compositor fue revaluada durante la década de 1970, que hizo que la sinfonía se haya visto desde una perspectiva más favorable y se haya interpretado y grabado con frecuencia.

## Discografía selecta
- 1939 – Serguéi Rajmáninov, Orquesta de Filadelfia (RCA).
- 1969 – Paul Kletzki, Orquesta de la Suisse Romande (Decca).
- 1975 – Leopold Stokowski, Orquesta Filarmónica Nacional (EMI).
- 1977 – André Previn, Orquesta Sinfónica de Londres (EMI).
- 1982 – Vladímir Ashkenazi, Orquesta Real del Concertgebouw (Decca).
- 1992 – Mariss Jansons, Orquesta Filarmónica de San Petersburgo.
- 1994 – David Zinman, Orquesta Sinfónica de Baltimore (Telarc).
- 1997 – Mijaíl Pletniov, Orquesta Nacional Rusa (DG).
- 2010 – Vasili Petrenko, Real Orquesta Filarmónica de Liverpool.
- 2013 – Leonard Slatkin, Orquesta Sinfónica de Detroit (Naxos).
- 2022 – John Wilson, Sinfonia of London (Chandos).